# Церква Вознесіння Господнього (Золочів)
Церква Вознесіння Господнього — чинна церква у Золочеві. Належить Харківській парафії Української православної церкви Московського патріархату.

## Історія

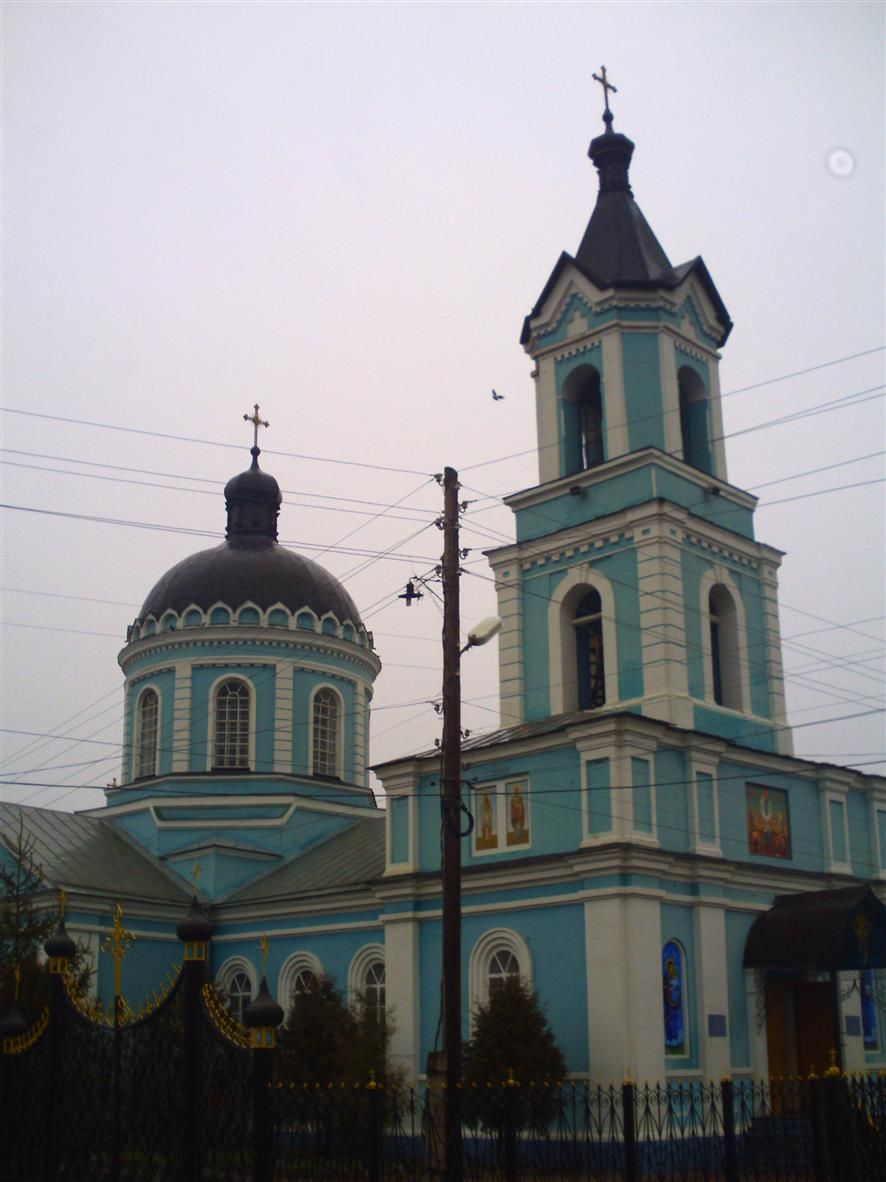

Церква Вознесіння Господнього — це єдина збережена церква з чотирьох, які існували у Золочеві. Згідно з історичними довідками, церква, майже на околиці Золочева була збудована у 1884 році — через 117 років після заснування селища. Початкова назва церкви збереглася до наших днів.
Споруда церква була цегляна, однобанна. Станом на 1904 рік у ній було 2542 парафіян. Церква мала своїх 32 десятин орної землі та цегельний завод ще з 2 десятинами землі. Капітал приходу становив 3 тисячі рублів. Служили в ній три представники духовенства: священик, диякон і псаломщик. Настоятель мешкав у церковному будинку, двоє інших — у власних оселях.
До складу приходу входили хутори: Бугаї, Дубієв та Орішник. За свідченням надпису на дзвіниці храму, що зберігся й донині, його було збудовано протоіреєм Василем Владиковим. При храмі діяла церковно-парафіяльна школа. Для поліпшення функціонування та розвитку народної освіти єпископ Слобідський Український і Харківський Христофор Сулима 8 січня 1806 року звернувся до Слобідсько-Українського цивільного губернатора Івана Бахтіна з проханням про дозвіл на відкриття парафіяльних училищ в «заштатних містах та інших багатолюдних поселеннях, де діють 2-3 церкви».
Станом на 1910 рік у селищі Золочів Свято-Вознесенського приходу також діяв такого роду навчальний заклад. Крім того, працювали одне міське 4-класне і три земських училища, дві церковно-парафіяльні школи. В церковно-парафіяльному училищі було три відділення, де відбувалося «змішане» навчання: 26 хлопчиків та 22 дівчинки від 8 до 14 років. Всі вони мешкали у Золочеві і були дітьми селян.
Курс навчання тривав три роки. Опікувався училищем харківський купець Микола Андрійович Жмудський. Законовчителями працювали священики Гаврило Ковалевський та Василь Іванов, вчителями — диякони Михайло Анісімов і Олексій Поніровський.
З 1900 року в Золочеві діяла також богодільня для бідних та знедолених. Вона утримувалася на кошти міста, храму й пожертвування місцевих жителів.
1917 року майно церкви було націоналізоване. Але, незважаючи на атеїстичні настрої у керівництва СРСР, у Золочевському районі на початок 30-их років минулого століття близько половини сільських вчителів були священиками.
У 1961 році був знищений Свято-Миколаївський храм. Тоді у селищі залишився лише один храм — Вознесенський.

### Теперішній час
В кінці 1990 року настоятелем був призначений архімандрит Антоній. За допомогою нечисельних парафіян він став упорядковувати територію храму, відкрив рахунок для коштів на ремонт храму.
У липні 1991 року Золочівський Свято-Вознесенських храм очолив отець Богдан (Богдан Йосипович Іванчук, нині — благочинний 8-го округу, протоірей). Завдяки матеріальній допомозі Івашківського спиртзаводу храм отримав нові мідні куполи. На 2,5 тони міді, які були використані у реставрації церкви значну частину коштів виділив саме це підприємство.
29 березня 2009 року вперше в новій історії храму зазвучав колокольний дзвін. Дзвін важить 800 кг.

## Недільна школа

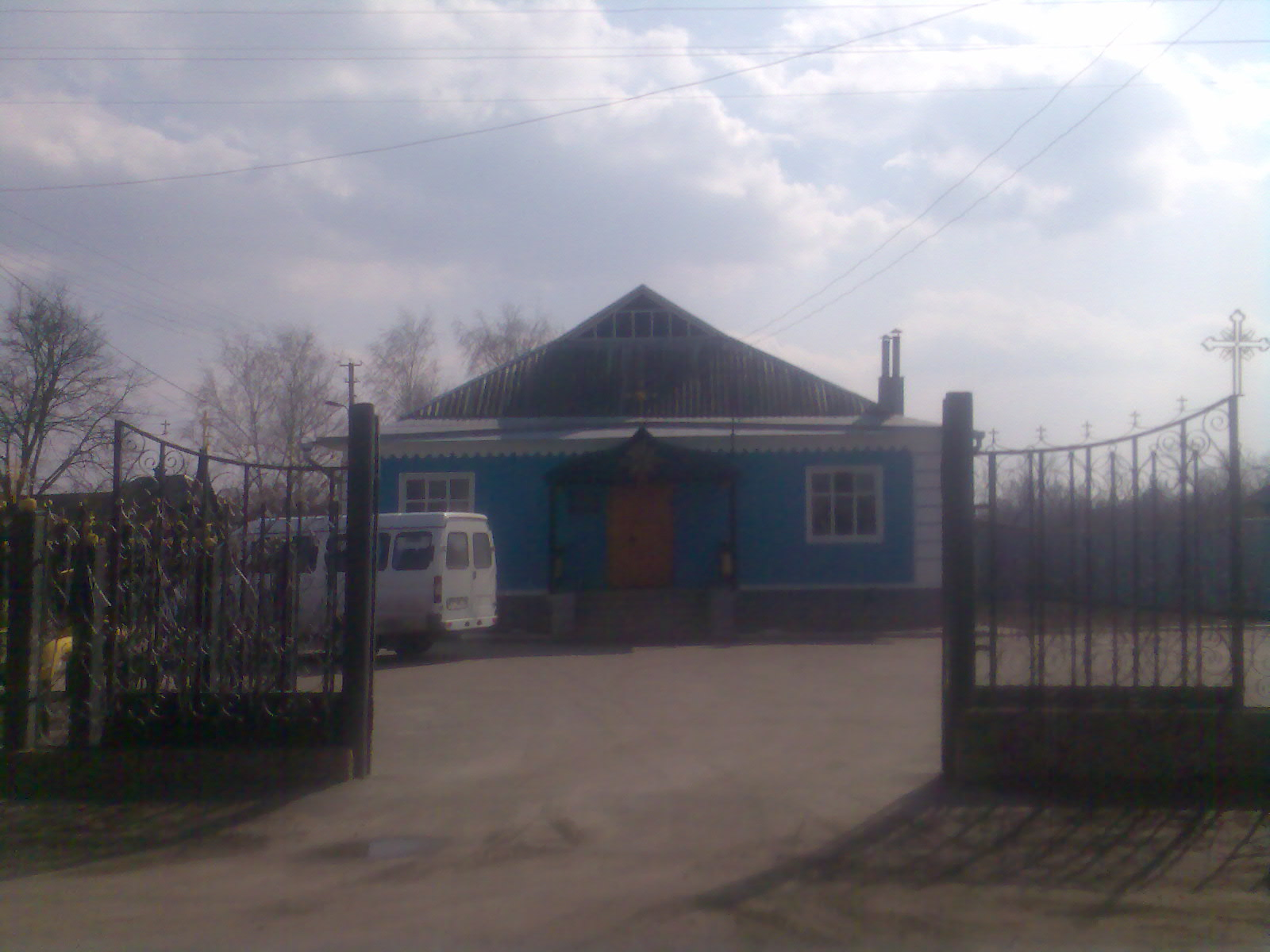
Недільна школа

Недільна школа при храмі існувала у дорадянські часи. Сьогодні школа активно працює.

## Галерея

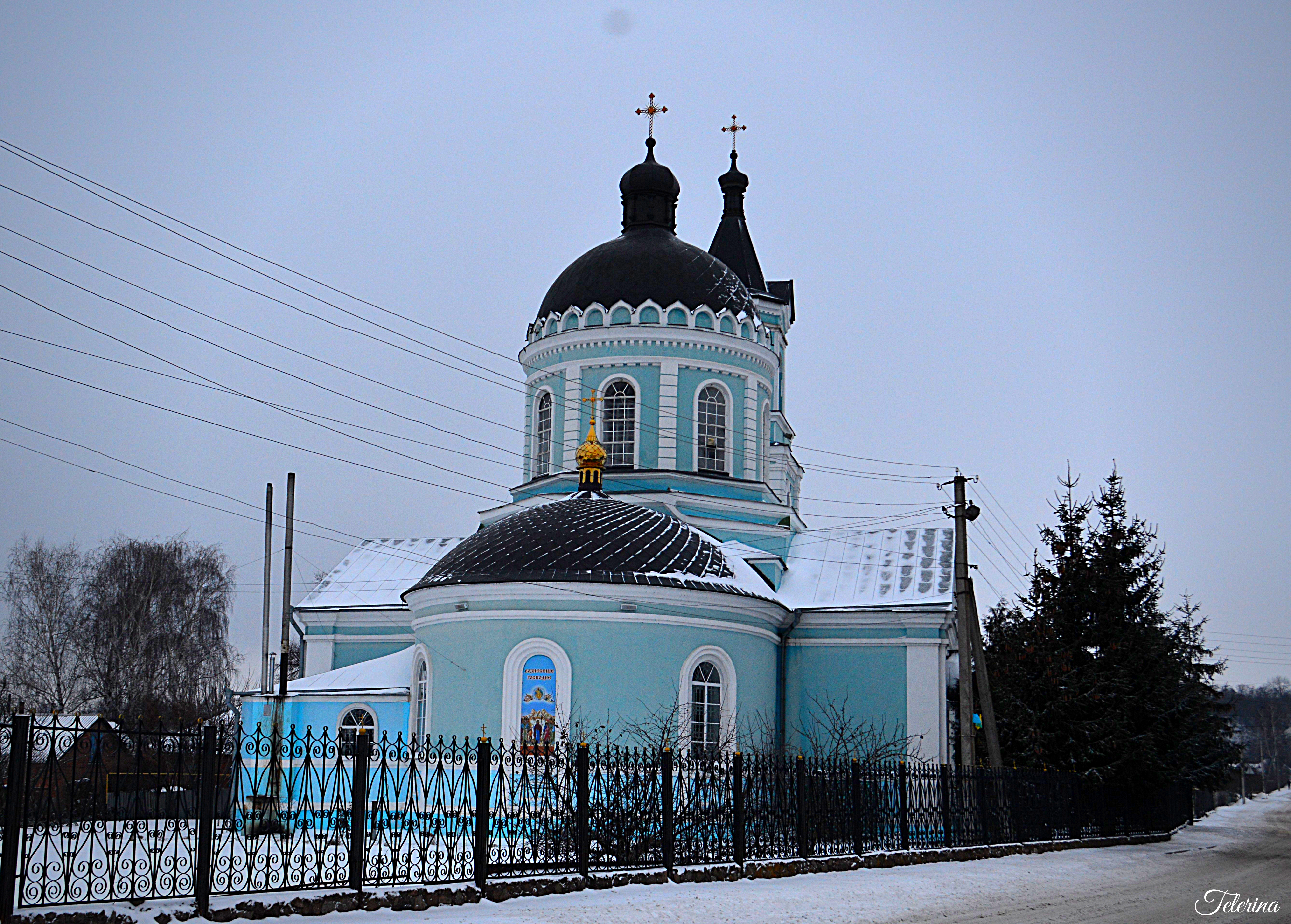
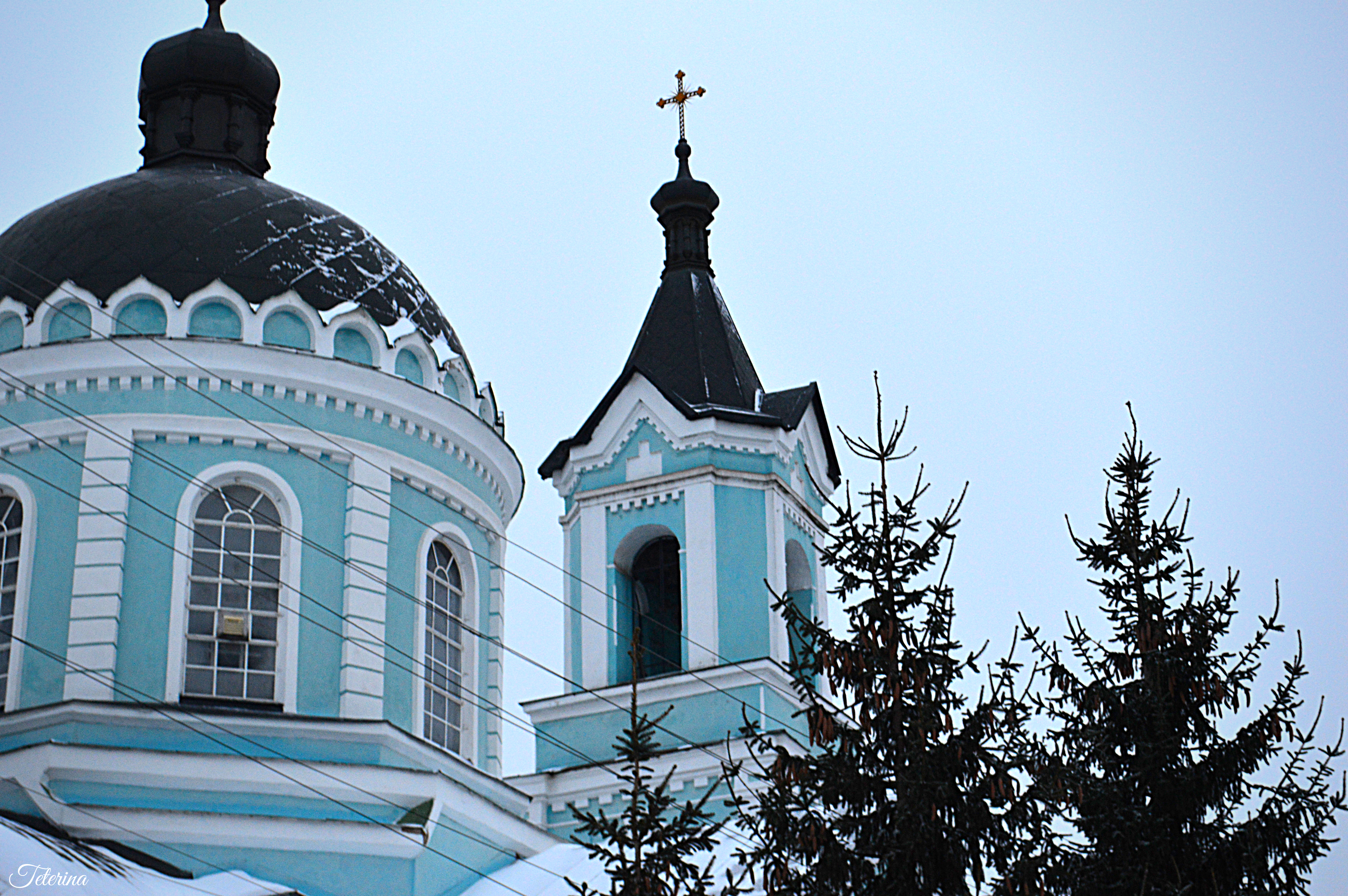
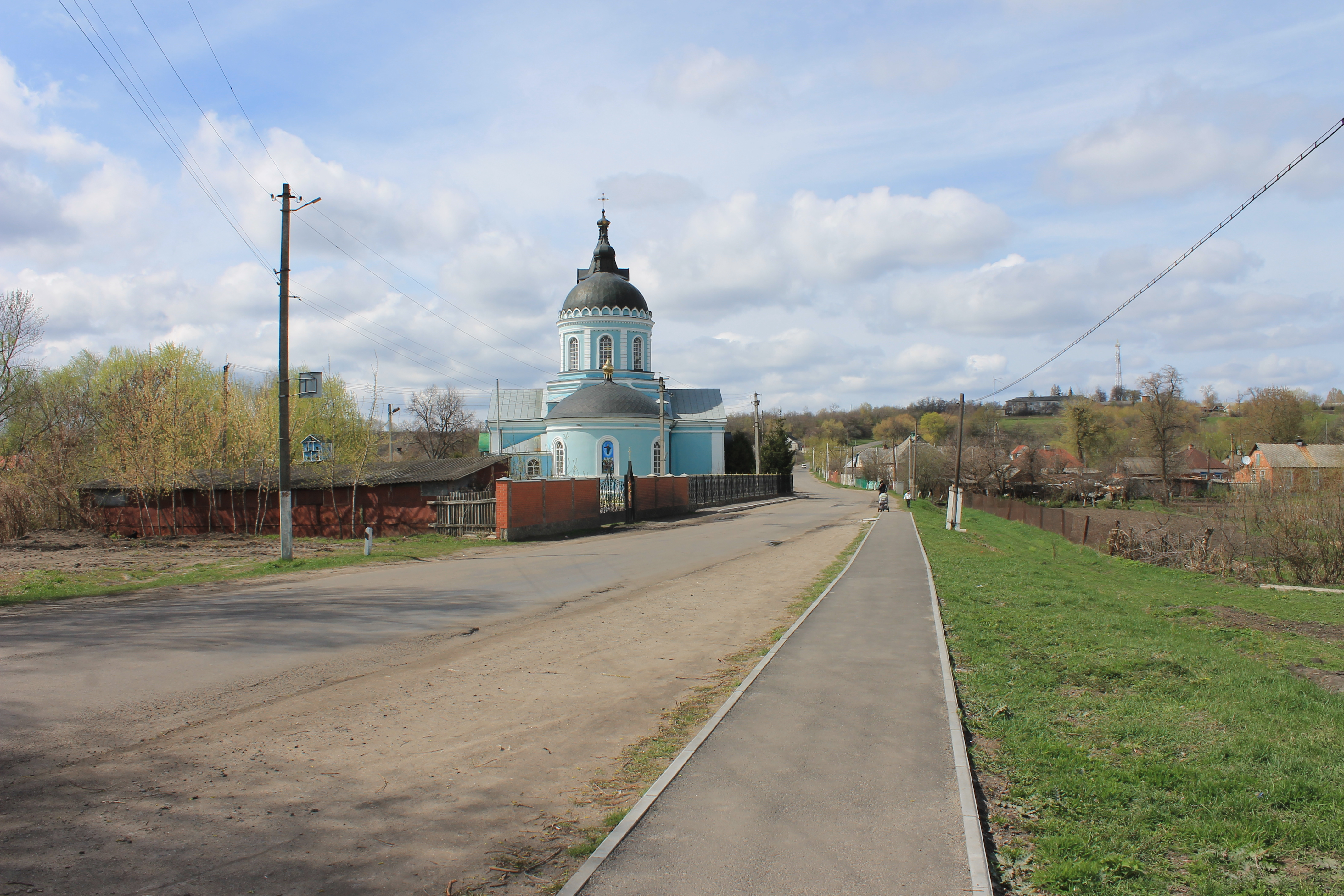
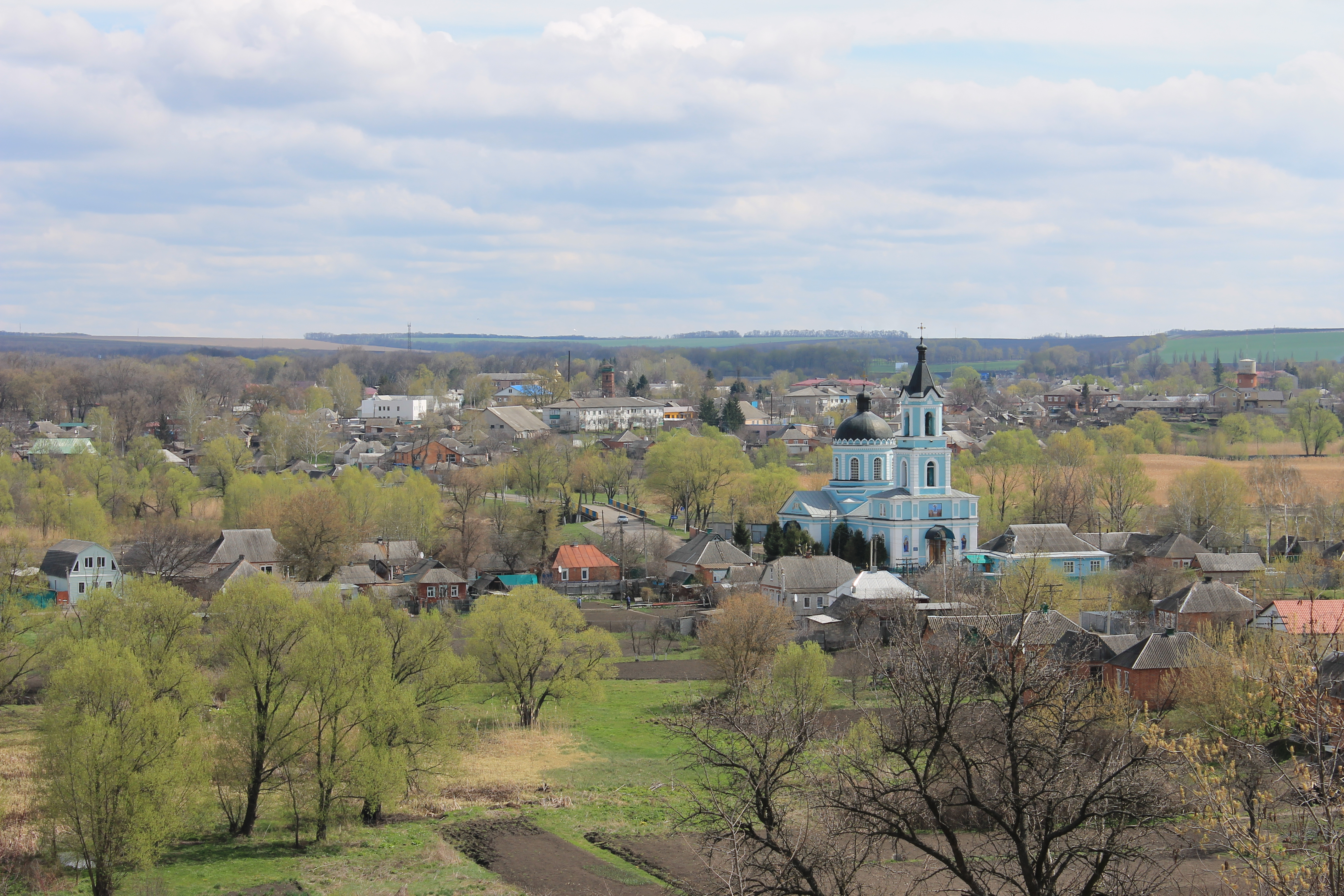